# Jan Kounen
Jan Kounen, een verfransing van Jan Coenen (Utrecht, 2 mei 1964), is een Nederlands acteur, filmregisseur en filmproducent die (grotendeels) in Frankrijk werkzaam is.
In 2005 presenteerde hij op het Filmfestival van Cannes buiten competitie zijn film Darshan, een biografische documentaire over de Indiase spirituele lerares Amma.
In 2007 kwam de film 99 francs uit, naar de gelijknamige roman van Frédéric Beigbeder uit 2000, met rollen voor onder anderen Jean Dujardin, Jocelyn Quivrin, Élisa Tovati, Patrick Mille en Vahina Giocante.